# Hulver Street
Hulver Street – osada w Anglii, w Suffolk. W 1870-72 wieś liczyła 293 mieszkańców.